# Nowa Wieś (osada leśna w powiecie olsztyńskim)
Nowa Wieś – osada leśna w Polsce położona w województwie warmińsko-mazurskim, w powiecie olsztyńskim, w gminie Purda.
W latach 1975–1998 miejscowość była położona w województwie olsztyńskim.